# Districtul Brugg
Districtul Brugg este un district elvețian în cantonul Argovia. Districtul ocupă o suprafață de 145.15 km² cuprinde 29 de comune și avea 46.669 locuitori în anul 2009. El cuprindea în trecut unitățile administrative teritoriale  Bözberg, Schenkenberg și Eigenamt, din nordul Elveției.

## Localități
| Stema           | Comună          | Locuitori (la 31 decembrie 2009) | Suprafață în km² |
| --------------- | --------------- | -------------------------------- | ---------------- |
| Auenstein       | Auenstein       | 1507                             | 5,68             |
| Birr            | Birr            | 4111                             | 5,05             |
| Birrhard        | Birrhard        | 644                              | 3,01             |
| Bözen           | Bözen           | 719                              | 3,96             |
| Brugg           | Brugg           | 10'342                           | 6,38             |
| Effingen        | Effingen        | 595                              | 6,85             |
| Elfingen        | Elfingen        | 267                              | 4,21             |
| Gallenkirch     | Gallenkirch     | 136                              | 1,37             |
| Habsburg        | Habsburg        | 422                              | 2,23             |
| Hausen          | Hausen          | 2867                             | 3,21             |
| Linn            | Linn            | 134                              | 2,54             |
| Lupfig          | Lupfig          | 2129                             | 5,15             |
| Mandach         | Mandach         | 307                              | 5,54             |
| Mönthal         | Mönthal         | 407                              | 3,94             |
| Mülligen        | Mülligen        | 953                              | 3,16             |
| Oberbözberg     | Oberbözberg     | 500                              | 5,45             |
| Oberflachs      | Oberflachs      | 480                              | 3,38             |
| Remigen         | Remigen         | 1040                             | 7,87             |
| Riniken         | Riniken         | 1444                             | 4,76             |
| Rüfenach        | Rüfenach        | 876                              | 4,17             |
| Scherz          | Scherz          | 617                              | 3,30             |
| Schinznach-Bad  | Schinznach-Bad  | 1236                             | 1,90             |
| Schinznach-Dorf | Schinznach-Dorf | 1682                             | 8,91             |
| Thalheim        | Thalheim        | 745                              | 9,92             |
| Unterbözberg    | Unterbözberg    | 743                              | 6,11             |
| Veltheim        | Veltheim        | 1391                             | 5,24             |
| Villigen        | Villigen        | 1999                             | 11.21            |
| Villnachern     | Villnachern     | 1478                             | 5,75             |
| Windisch        | Windisch        | 6645                             | 4,91             |
|                 | Total (29)      | 46'669                           | 145,15           |